# Chirchiq
Chirchiq (o Chirchik) es una ciudad  en la provincia de Taskent, en Uzbekistán, a unos 32 km al noreste de la capital Taskent, a lo largo del río Chirchiq. Chirchiq radica en las Montañas Chatkal y tiene 163.229 habitantes.

## Localización
Se encuentra a una latitud de 41 ° 28 '8N; longitud 69 ° 34' 56E, 582 metros sobre el nivel del mar. 
Chirchiq está en medio de una intensa superficie cultivada, principalmente la producción de hortalizas y frutas, incluidos los melones y uvas. Una gran electroquímica produce obras de fertilizantes para la región de granjas colectivas. Chirchiq las industrias también incluyen la producción de ferroaleaciones y maquinaria para la agricultura y las industrias químicas.

## Historia
La ciudad fue fundada en 1935, cuando varias aldeas locales crecieron juntos como consecuencia de la construcción de una central hidroeléctrica sobre el río Chirchiq. 

## Actividades
Chirchiq es también un importante área recreativa de invierno en la provincia de Taskent. Hay una estación de esquí cerca de la ciudad, llamado Chimgan, que atraen a turistas de todo el Asia Central y Rusia. Una desviación de aguas en el río Chirchiq las afueras de la ciudad proporciona la principal fuente de agua potable para Taskent y otras ciudades al sur. 

## Demografía
El principal grupo étnico es uzbeko, entonces kazaco (75% ambos). 